# Escudo timorense

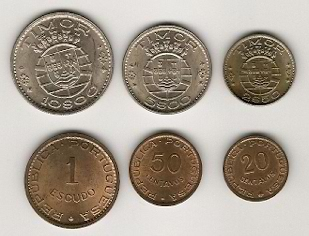

O escudo foi a moeda do Timor Português entre 1958 e 1976.
Veio substituir a pataca à taxa de 5,6 escudos por 1 pataca sendo equivalente ao escudo português. Com a invasão do território pela Indonésia e sua consequente anexação - Timor Timur -, o escudo foi substituído pela rupia indonésia. A rupia acabou por dar lugar ao dólar americano, moeda adoptada pela administração da ONU que geriu transitoriamente o território e que se tornou também a moeda oficial da República Democrática de Timor-Leste após a restauração da independência em 2002.